# Entertainment Weekly
Entertainment Weekly je americký týdeník, založený Davidem Morrisem v roce 1990. Vydává jej společnost Time Inc. a zabývá se mnoha kulturními tématy (film, televize, hudba, počítačové hry, divadlo, knihy).
Časopis rovněž každoročně uděluje cenu „Entertainer of the Year“. Jako první ji v roce 1990 získal Bart Simpson a v pozdějších letech pak například Tom Hanks (1994), Nicole Kidman (2001) nebo Daniel Radcliffe (2011).